# جامعة فيرمونت كلية الطب
جامعة فيرمونت كلية الطب (بالإنجليزية: University of Vermont College of Medicine)‏ هي إحدى الكليات لتدريس الطب في الولايات المتحدة الأمريكية. تقع في مدينة برلينغتون في ولاية فيرمونت الأمريكية. نوع الشهادة الطبية التي يتم تحصيلها هناك هي دكتور في الطب.